# Selección de parentesco
La selección de parentesco o selección familiar se refiere a los cambios en las frecuencias génicas a través de las generaciones que son debidos al menos en parte a interacciones entre individuos emparentados. Ciertamente, algunos casos de evolución por selección natural solo se pueden entender si se considera cómo influyen los parientes biológicos en su aptitud. Bajo selección natural, un gen que codifique un carácter que mejore la aptitud de los individuos que lo porten debería aumentar de frecuencia en la población; y a la inversa, un gen que disminuya la aptitud individual de sus portadores debería ser eliminado. Sin embargo, un gen que provoque un aumento de la aptitud de los parientes pero disminuya la aptitud del individuo que porta el gen puede no obstante aumentar de frecuencia, porque los parientes suelen portar los mismos genes. La mejora en la aptitud de los parientes puede a veces compensar la pérdida de aptitud que sufren los individuos que muestran el carácter. 
Algunos animales realizan acciones que aumentan la aptitud biológica de otros animales, incluso a costa de disminuir su propia aptitud o incluso de su propia vida. Este tipo de acciones se denominan altruistas, y constituyeron uno de los problemas de la teoría de la selección natural, vislumbrado incluso por Darwin. El problema de los actos altruistas es que los genes que los determinasen no pueden aumentar en frecuencia en la población, debido a la disminución de la aptitud del individuo que los realiza. Esta paradoja se resolvió cuando se tuvo en cuenta el grado de parentesco entre el individuo altruista y el que recibe el beneficio de su acción. Nació así el concepto de selección familiar, y se ha comprobado que es aplicable a diversos organismos, tales como los insectos sociales y algunos mamíferos.
Para comprender mejor la selección de parentesco, conviene introducir el concepto de aptitud inclusiva, que implica que la aptitud de un individuo no depende sólo de sí mismo sino también de la aptitud de sus familiares, en tanto que estos comparten con él una elevada proporción de sus genes.

## Regla de Hamilton
Formalmente, tales genes aumentarían de frecuencia cuando
{\displaystyle R*B>C}
donde
R = el parentesco genético entre el receptor y el donante, normalmente definido como la probabilidad de que un gen escogido aleatoriamente en el mismo locus en ambos individuos sea idéntico por descendencia.
B = el beneficio reproductivo adicional recibido por el receptor del acto "altruista".
C = el coste reproductivo que sufre el donante.
Esta ecuación se conoce como regla de Hamilton en honor a William Donald Hamilton, que publicó en 1964 el primer estudio cuantitativo de la selección de parentesco para explicar la evolución de los actos aparentemente altruistas. Sin embargo, la frase selección de parentesco fue acuñada por John Maynard Smith.
La sencilla ecuación anterior explica por qué ha evolucionado un comportamiento como el de la abeja obrera, que puede llegar a dar la vida por la colmena. Si con ello salva a dos o más de sus hermanas destinadas a ser reinas, y que serán quienes transmitirán los genes de la obrera muerta, habrá puesto a salvo una elevada proporción de sus propios genes, ya que el coeficiente de parentesco entre hermanas en las colmenas con una sola reina es 3/4, debido a que, en los himenópteros, los machos son haploides y las hembras diploides, lo que se denomina  haplodiploidía. 
En otros animales, incluidos nosotros mismos, también es aplicable la selección familiar. Por ejemplo, en las ardillas, ante la presencia de un posible depredador, ciertos individuos emiten sonidos que tienen como finalidad advertir de la presencia del depredador al resto de individuos y, como consecuencia, atraer al depredador hacia su posición liberando así al resto de sus congéneres. Se ha comprobado que existe un alto grado de parentesco entre los individuos de estas poblaciones.
Técnicamente, la definición correcta del parentesco (R) en la regla de Hamilton se describe como una medida regresión. Las regresiones, al contrario que las probabilidades, pueden ser negativas, y por tanto es posible que los individuos estén emparentados negativamente, lo que significa que dos individuos pueden ser menos parecidos genéticamente que dos individuos escogidos aleatoriamente, de media. Se ha aludido a esto como explicación de la evolución de comportamientos que producen perjuicio tanto al destinatario como al donante.
En los años 30 J.B.S. Haldane tenía una comprensión de las cantidades básicas y las consideraciones que juegan un papel en la selección de parentesco. Su frase "Daría mi vida por dos hermanos u ocho primos" se hizo famosa. El altruismo de parentesco es el término para el comportamiento altruista cuya evolución se ha producido por selección de parentesco.
El comentario de Haldane aludía al hecho de que si un individuo pierde su vida para salvar a dos hermanos, cuatro sobrinos, u ocho primos, es un "buen negocio" en términos evolutivos, ya que los hermanos son idénticos en un 50% por descendencia, los sobrinos un 25% y los primos un 12,5% (en una población diploide que se reproduzca aleatoriamente). Pero Haldane también bromeó diciendo que moriría realmente sólo para salvar más de un gemelo idéntico o más de dos hermanos.